# Laudenbach (Unterfranken)
Laudenbach er en kommune i Landkreis Miltenberg i Regierungsbezirk Unterfranken i den tyske delstat Bayern. Den er en del af Verwaltungsgemeinschaft Kleinheubach.
Laudenbach ligger ved floden Main (Untermain) mellem Miltenberg og Obernburg og grænser op til Odenwald.

## Nabokommuner
Ned af Main ligger Klingenberg am Main, op af ad Main ligger Kleinheubach.

### Naturmindesmærker
Mammuttræet i slotsparken er det ældste levende væsen i Landkreis Miltenberg